# منتخب جمهورية الكونغو الديمقراطية تحت 20 سنة لكرة القدم
منتخب جمهورية الكونغو الديمقراطية تحت 20 سنة لكرة القدم هو ممثل جمهورية الكونغو الديمقراطية الرسمي في المنافسات الدولية في كرة القدم في فئة كرة قدم تحت 20 سنة للرجال، يديريه اتحاد جمهورية الكونغو الديمقراطية لكرة القدم.